# Ogueta
Ogueta (en euskera Ogeta) es una entidad local menor perteneciente al municipio de Condado de Treviño, Burgos (España). Está situada en la comarca de Ebro.

## Datos generales
Su Alcalde pedáneo (2007-2011) era Francisco Saracibar Saenz de la Agrupación de Electores de Ogueta (AEOGUETA)
Tiene una extensión superficial de  3,99 km².
En la carretera a Aguillo, a 11 km al este de la capital del municipio, Treviño, junto a Saraso y Marauri, en el valle del río Saraso.

## Demografía
Evolución de la población
| Gráfica de evolución demográfica de Ogueta entre 2000 y 2017       |
|                                                                    |
| Población de derecho (2000-2017) según el padrón municipal del INE |

## Historia

### Antiguo Régimen
Antes de la creación de los ayuntamientos constitucionales estaba incluida en la Cuadrilla de río Somoayuda.
Así se describe a Ogueta en el tomo XII del Diccionario geográfico-estadístico-histórico de España y sus posesiones de Ultramar, obra impulsada por Pascual Madoz a mediados del siglo XIX:

Aldea en la provincia, audiencia territorial y capitanía general de Burgos (20 leguas), diócesis de Calahorra (16), partido judicial de Miranda de Ebro (6) y ayuntamiento de Treviño (2); Situada en un pequeño hoyo, con clima templado, sin embargo de reinar con alguna frecuencia los vientos N, NO y E; las enfermedades más comunes son los constipados y algunos humores. Tiene 10 casas; una escuela concurrida por alumnos de ambos sexos y dotada con 24 fanegas de trigo; una fuente que nace en el término, en la parte superior del pueblo, cuyas aguas que son de muy buena calidad, se dirigen a este por medio de alcanduces; una iglesia parroquial (San Andrés), y un cementerio contiguo y al O de la misma, la cual está servida por un cura párroco y un sacristán. Confina el término N Marauri; E Saseta; S Albayna, y O Saraso. El terreno es de tercera calidad, y le atraviesa un arroyo muy poco caudaloso, que nace a un tiro de perdigones del pueblo y cruza por medio de este; al O se encuentra un pequeño monte poblado de robles. Caminos: hay uno cercano a la población, bastante transitado por los arrieros de la parte de Rioja, que se dirigen a la provincia de Álava. La correspondencia se recibe de Vitoria por el valijero de Treviño. Producciones: trigo, cebada, avena, menucias, maíz, patatas y muy pocas frutas; cría ganado lanar y algo de cabrío, y caza de perdices, sordas y codornices. Industria: la agrícola. Población: 6 vecinos, 23 almas. Capital productivo: 8.000 reales. Imponible: 308 reales.
Diccionario geográfico-estadístico-histórico de España y sus posesiones de Ultramar

### SigloXXI
El Pleno del Ayuntamiento de Condado de Treviño, en sesión celebrada el 20 de junio de 2003, acuerda iniciar el expediente de constitución en Entidad Local Menor, una vez acreditada la existencia de patrimonio suficiente para garantizar el cumplimiento de sus fines. Así como de bienes, derechos o intereses peculiares y propios de los vecinos y distintos a los comunes al municipio de Condado de Treviño que justifican la creación de una organización administrativa descentralizada.

## Elementos de interés
Fuente 
,
Iglesia de Ogueta

## Disposiciones legales
ACUERDO 32/2007, de 15 de marzo, de la Junta de Castilla y León, por el que se autoriza la constitución en Entidad Local Menor al núcleo de población de , perteneciente al municipio de Condado de Treviño. 
El pleno de la corporación municipal acuerda delegar el servicio domiciliario de agua potable así como el de alcantarillado a esta nueva Junta Vecinal Acuerdo de 18 de enero de 2008\Boletín Provincia (enlace roto disponible en Internet Archive; véase el historial, la primera versión y la última).